# Adriaan van de Sande Bakhuyzen

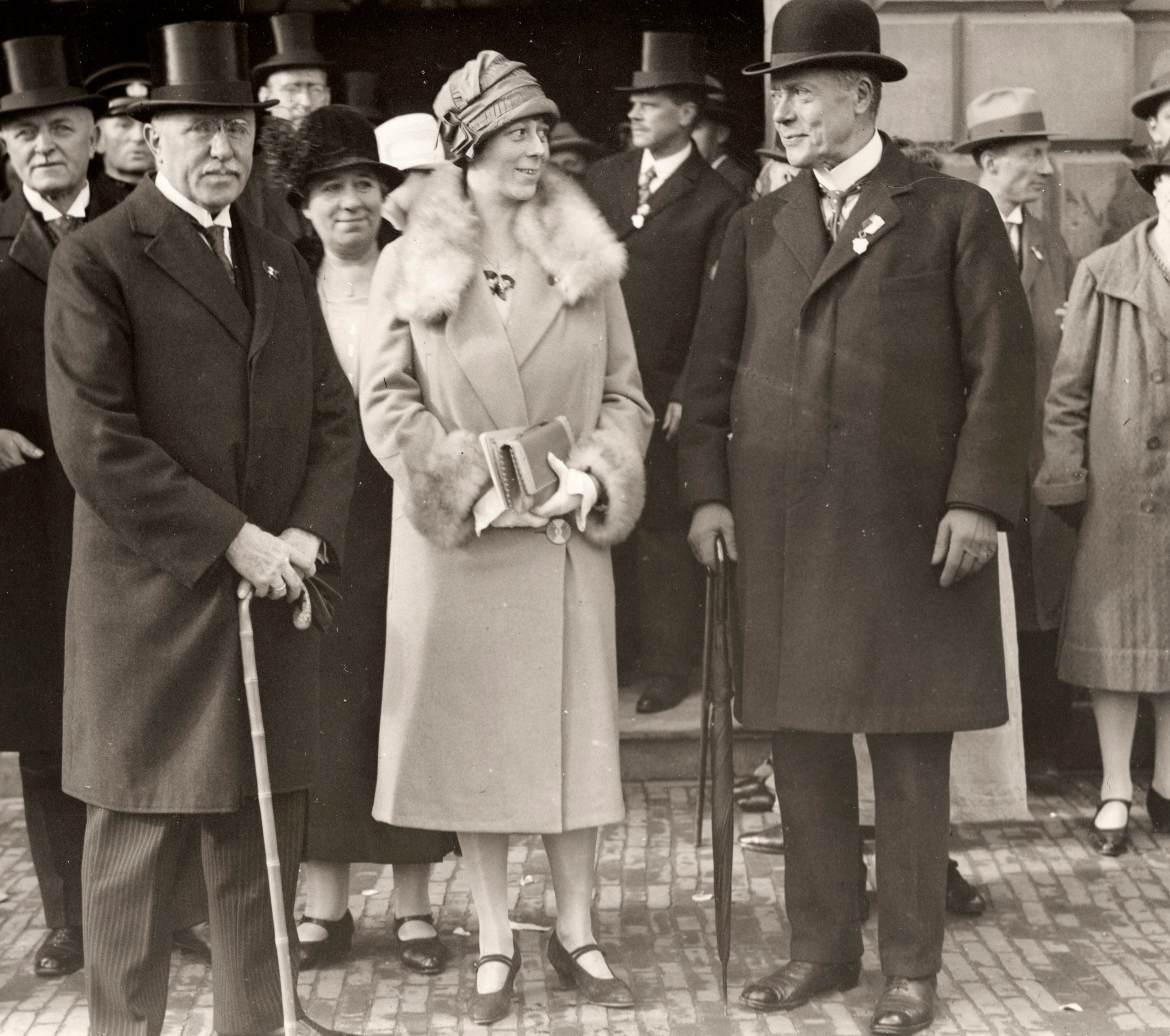
A. van de Sande Bakhuyzen (rechts), met zijn vrouw en oud-burgemeester N.C. de Gijselaar tijdens de viering van Leidens ontzet (1927).

Adriaan van de Sande Bakhuyzen (Leiden, 18 april 1874 – aldaar, 23 april 1951) was een Nederlands burgemeester.

## Biografie
Bakhuyzen was lid van de familie Backhuijsen en een zoon van de astronoom prof. dr. Hendricus Gerardus van de Sande Bakhuyzen (1838-1923) en Geertruida van Vollenhoven (1840-1910), lid van de familie Van Vollenhoven. In 1900 promoveerde hij te Leiden op Nederlandsch onderdaanschap. Van 1902 tot 1927 was hij in diplomatieke dienst om vervolgens benoemd te worden tot burgemeester van Leiden. Dat laatste ambt zou hij tot 1 januari 1946 vervullen, met een onderbreking van enkele jaren tijdens de Tweede Wereldoorlog toen hij werd vervangen door een NSB-burgemeester; in 1949 werd hij als burgemeester voor die oorlogstijd in zijn rechten hersteld. Van 1928 tot en met 1945 was hij tevens president-curator van de Rijksuniversiteit Leiden, eveneens met enkele jaren onderbreking in oorlogstijd. Voor die laatste functie werd hij in 1947 benoemd tot Commandeur in de Orde van Oranje-Nassau; hij was al Ridder in de Orde van de Nederlandse Leeuw.
Bakhuyzen trouwde in 1921 met Sophie Alette Wilhelmina Gericke (1892-1976), lid van de familie Gericke, met wie hij vier kinderen kreeg.